# Tạm biệt Eri
Tạm biệt Eri (Nhật: さよなら絵梨 Hepburn: Sayonara Eri) là một manga one-shot Nhật Bản được sáng tác và minh họa bởi Fujimoto Tatsuki. Truyện được phát hành trên website Shōnen Jump+ vào tháng 4 năm 2022 và được phát hành dưới dạng in vào tháng 7 năm 2022. Tại Việt Nam, bộ truyện được mua bản quyền bởi Nhà xuất bản Trẻ, được phát hành vào tháng 9 năm 2024.

## Phát hành
Vào ngày 4 tháng 2 năm 2022, Shihei Lin, một biên tập viên của Shueisha cho biết Fujimoto Tatsuki sẽ viết một one-shot dài 200 trang, được phát hành trên website Shōnen Jump+ vào ngày 11 tháng 4 năm 2022. Manga được phát hành dưới dạng tankōbon vào ngày 4 tháng 7 năm 2022.
Viz Media và Manga Plus phát hành manga chuyển ngữ tiếng Anh cùng lúc với phiên bản tiếng Nhật. Nhà xuất bản Trẻ nắm giữ bản quyền bộ truyện tại Việt Nam. Bộ truyện được phát hành vào ngày 20 tháng 9 năm 2024.

## Tiếp nhận
Chỉ trong một ngày kể từ khi phát hành, truyện đã đạt được 2.2 triệu lượt xem trên website Shōnen Jump+. Bộ truyện xếp thứ hai trong danh sách manga hay nhất cho độc giả nam Kono Manga ga Sugoi! của Takarajimasha.
Adi Tantimedh từ Bleeding Cool đã dành lời khen cho cốt truyện và tuyến nhân vật, gọi đây là một trong những bộ truyện tranh hay nhất năm 2022. Trong khi đó, Tyra từ Animate Times cũng dành lời khen cho cốt truyện và nét vẽ, đặc biệt chú ý đến cách chia khung tranh và những hiệu ứng khác.